# Podróże pana Kleksa (film)
Podróże pana Kleksa – film fabularny w reżyserii Krzysztofa Gradowskiego, będący kontynuacją Akademii pana Kleksa. Zdjęcia rozpoczęto w 1984 r., a film został ukończony w roku 1985. Premiera odbyła się w lutym 1986 r.
Choć inspirowany powieścią Jana Brzechwy pod tym samym tytułem, film bardziej odchodzi od powieściowego oryginału niż poprzedzająca go Akademia pana Kleksa. 
Film ma dwie części: pierwsza nosi tytuł Wysłannicy Bajdocji, druga – Wyspa Wynalazców. 
Podróże pana Kleksa zostały zrealizowane wspólnie z kinematografią radziecką. Film zrealizowany na fali popularności Akademii pana Kleksa otrzymał większy budżet niż poprzednia część. Większość zdjęć została zrealizowana poza Polską, głównie na terenie ówczesnego Związku Radzieckiego, szczególnie w Armenii (świątynia w Garni), na Krymie (m.in. pałac Woroncowa w Ałupce, Jaskółcze Gniazdo, góra Magnup) oraz na Kaukazie. Sekwencje z udziałem okrętu „Apolinary Baj” powstały w Bułgarii. Za Wyspę Wynalazców posłużyło erywańskie lotnisko Zwartnoc. Sekwencje studyjne powstały głównie w halach łódzkiej Wytwórni Filmów Fabularnych. Do opracowania efektów specjalnych użyto komputera graficznego firmy Olivetti – model M24.
W 2015 roku film (w obu częściach) przeszedł cyfrową rekonstrukcję obrazu i dźwięku.

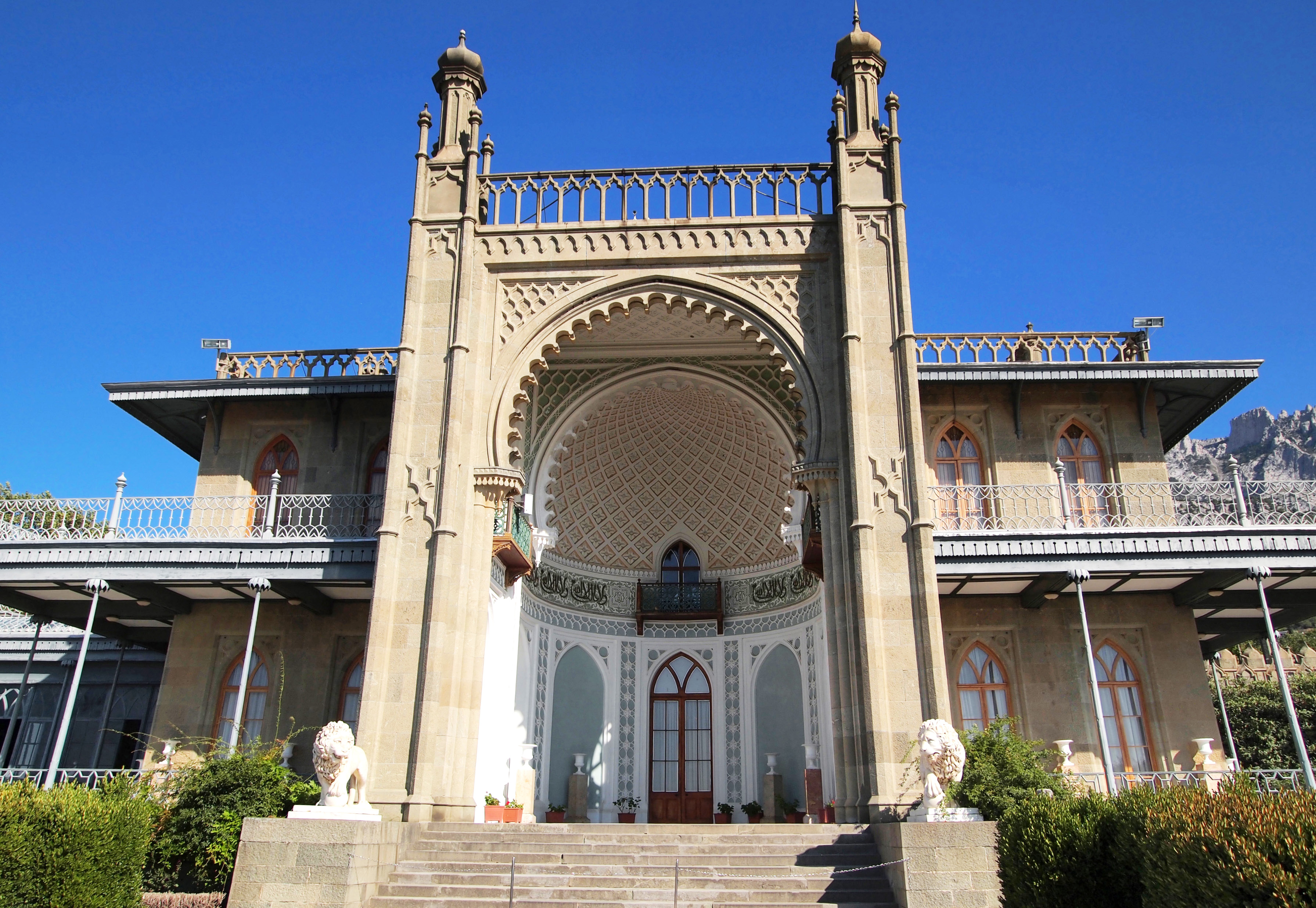
Pałac Woroncowa jako siedziba Apolinarego Baja

## Fabuła
Pan Kleks odwiedza w nocy chłopca, który jest pacjentem w szpitalu. Postanawia opowiedzieć mu pewną historię, zaczynając od tego, iż Wielki Elektronik wraz ze swoimi robotami podbił Wyspę Wynalazców.
Z Wyspy Wynalazców opanowanej przez Wielkiego Elektronika wyrusza do Bajdocji tajny agent. Jest nim pułkownik Alojzy Bąbel, który otrzymał od swego mocodawcy rozkaz zniszczenia ogromnej beczki z atramentem zacumowanej u wybrzeży Bajdocji. Ma to doprowadzić do odwołania corocznego festiwalu bajek, jaki odbywa się w stolicy tego kraju – Klechdawie. Alojzemu Bąblowi, dzięki pomocy tajnego współpracownika Boni Al Facego, udaje się zniszczyć beczkę atramentu. Król Bajdocji Apolinary Baj wzywa na pomoc prof. Ambrożego Kleksa i prosi go o dostarczenie zapasu atramentu, umożliwiającego kontynuację festiwalu bajek. Pan Kleks wraz z 13-osobową załogą, wśród której znajduje się tajny agent Boni Al Facy, wyrusza w niebezpieczną podróż z zamiarem znalezienia atramentu.
Na samym końcu filmu chłopiec budzi się rano i gdy wstaje, zauważa na stoliku świecącą kulę (w opowieści dostał ją od pana Kleksa).

## Obsada
- Piotr Fronczewski – prof. Ambroży Kleks
- Marcin Barański –
  - chłopiec okrętowy Pietrek,
  - chłopiec-inwalida,
  - Alladyn
- Henryk Bista – Wielki Elektronik
- Zbigniew Buczkowski – pułkownik Alojzy Bąbel
- Jerzy Bończak – Boni Al Facy / Bonifacy
- Michał Anioł – kapitan Kwaterno
- Janusz Rewiński – bosman Bank
- Marian Glinka – marynarz Barnaba
- Piotr Grabowski – kucharz Fortelas
- Bogusz Bilewski – sternik Talens
- Władysław Kowalski – Arcymechanik
- Gieorgij Wicyn – król Apolinary Baj
- Mieczysław Czechowicz –
  - król Apolinary Baj (głos, wersja polska),
  - kucharz Fortelas (głos wokalny)
- Irina Gubanowa – królowa Banialuka
- Lena Morozowa – księżniczka Rezeda
- Małgorzata Ostrowska – Królowa Aba
- Jerzy Kryszak – Magister Pigularz II
- Ryszard Dreger – aptekarz Prot
- Wiesław Michnikowski – Doktor Paj-Chi-Wo
- Leon Niemczyk – robot Filip
- Piotr Dejmek – Alib Malik, posłaniec króla Bajdocji
- Nikołaj Pogodin – naczelnik straży pałacowej
- Monika Jóźwik – hiena
- Edyta Geppert – hiena (głos)
- Jan Jankowski –
  - strażnik pałacowy,
  - pirat
- Władimir Fiodorow – Minister Informacji
- Mieczysław Gajda –
  - Minister Informacji (głos, polska wersja)
  - Abeta, sługa królowej Aby
- Tadeusz Broś – syn kupca z bajki Latający kufer

## Piosenki w filmie
- Podróż w krainę baśni – Małgorzata Ostrowska
- Droga do Bajdocji – Piotr Fronczewski
- Apoteoza baja – Lech Ordon & Chór Chłopięcy Towarzystwa Śpiewaczego "LUTNIA"
- Ballada Alladyna – Marcin Barański & Edyta Geppert
- Z poradnika młodego zielarza – Piotr Fronczewski & Andrzej Barański
- Ballada okrętowa – Piotr Fronczewski
- Zaklęcie doktora Paj-Chi-Wo – Wiesław Michnikowski[a] & Chór Chłopięcy Towarzystwa Śpiewaczego "LUTNIA"
- Cała naprzód – Michał Anioł, Mieczysław Czechowicz, Marian Glinka, Marcin Barański & Janusz Rewiński
- Tatuaż tango – Marian Glinka & Janusz Rewiński
- Prezentacja Aby – Piotr Fronczewski & Chór Chłopięcy Towarzystwa Śpiewaczego "LUTNIA"
- Meluzyna, czyli historia podwodnej miłości – Małgorzata Ostrowska
- Bubu Abu Din – Jerzy Bończak
- Marsz robotów – Mariusz Zabrodzki
- Salem alejkum – Chór Chłopięcy Towarzystwa Śpiewaczego "LUTNIA"

Słowa: Jan Brzechwa, Krzysztof Gradowski
Muzyka: Andrzej Korzyński